# Силькисив
Силькисив (др.-сканд. Silkisif) — королева из скандинавской Саги об Ингваре Путешественнике. Правила в белокаменном (др.-сканд. marmarasteinum) городе Цитополь, который лежал на берегах большой русской реки между Гардарики и Серкландом. Именно она похоронила умершего от болезни в 25-ти летнем возрасте Ингвара Путешественника. Первоначально она была язычницей, но благодаря миссии сына Ингвара Свейна затем обратилась в христианство.   
Территория расположения королевства Силькисив неопределена. Сама логика путешествия Ингвара показывает, что она могла располагаться в Восточной Европе между Русью (Гардарики) и Грузией (Сасиретская битва), на берегах некой большой реки. 